# Arès Antoyan
Pour les articles homonymes, voir Antoyan.
Arès Antoyan, né le 30 janvier 1955 à Los Angeles aux États-Unis, est un artiste peintre actif en France à partir de 1981 et naturalisé français. Il a pour sujet les femmes.

## Biographie
Arès Antoyan est le fils du peintre Kero Antoyan. Son père est un arménien qui a émigré aux États-Unis et sa mère est française. Il a étudié au California Institute of the Arts. Tout d'abord un peintre de femmes, il choisit des symboles sexuels comme modèles. Actif en France à partir de 1981 et naturalisé français, il vit depuis 1982 à Villeurbanne dans la banlieue de Lyon.